# Dimitri Romanow

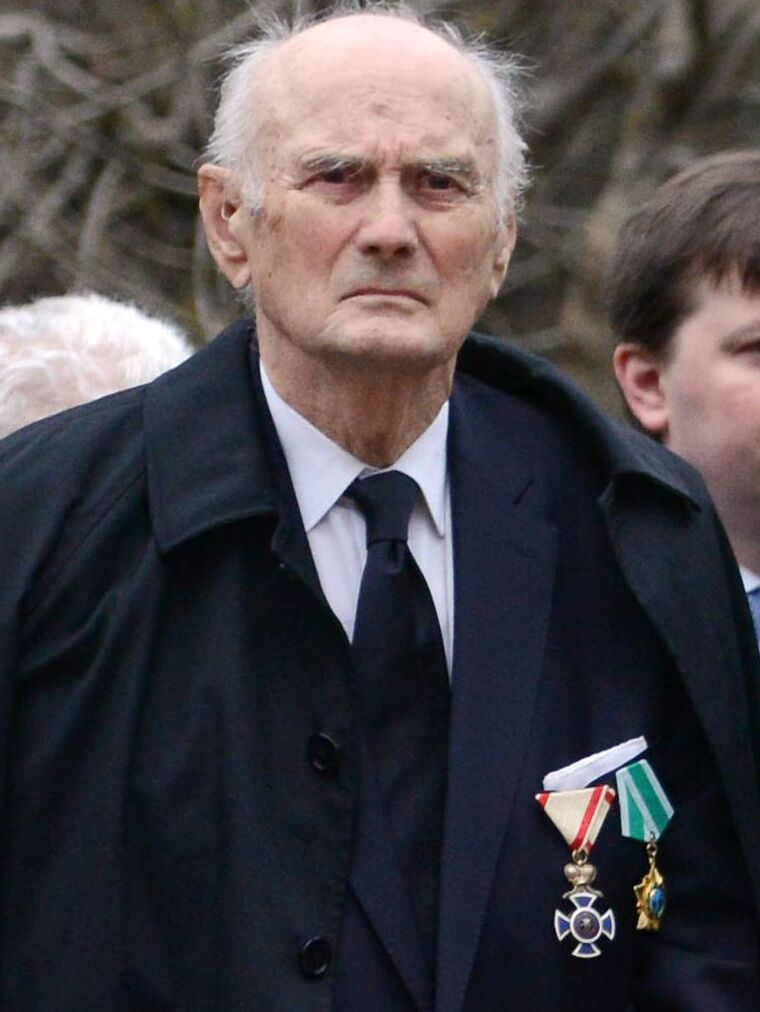
Prinz Dimitri Romanow (2015)

Dimitri Romanowitsch Romanow (russisch Димитрий Романович Романов; * 17. Mai 1926 in Antibes, Frankreich; † 31. Dezember 2016 in Kopenhagen, Dänemark) war ein Bankier, Philanthrop und Schriftsteller. Er gehörte dem Haus Romanow-Holstein-Gottorp an. Mit seinem Tod starb die männliche Linie des Nikolajewitsch-Zweig aus.

## Leben
Dimitri Romanowitsch Romanow kam 1926 als zweiter Sohn von Prinz Roman Petrowitsch Romanow und dessen Ehefrau Gräfin Praskovia Dimitiewna Scheremetewa in Antibes (Frankreich) zur Welt. Sein älterer Bruder war Nikolai Romanowitsch Romanow. Romanow war ein direkter Nachfahre (Ururenkel) des russischen Zaren Nikolaus I. und seiner Gemahlin Prinzessin Charlotte von Preußen, welche den Nikolaevich-Zweig der russischen Zarenfamilie begründeten.
Romanow verbrachte die ersten zehn Jahre seines Lebens in Antibes, wo er eine traditionelle russische Ausbildung erhielt. Die Familie zog dann 1936 nach Italien und lebte eine Zeit lang im Quirinalspalast in Rom. Romanow setzte seine Ausbildung fort. Diese Jahre waren vom Faschismus und Zweiten Weltkrieg überschattet. Im Jahr 1946 zog die Familie nach Ägypten, wo er einige Jahre lang lebte, bis er nach Italien zurückkehrte. Im Jahr 1960 zog er nach Dänemark. In der Folgezeit arbeitete er für mehrere Banken einschließlich der Danske Bank, wo er bis zu seinem Ruhestand im Jahr 1993 im Management tätig war. Er sprach fließend Russisch, Englisch, Dänisch und Italienisch.
Romanow war zweimal verheiratet. Seine erste Ehefrau Jeanne von Kauffmann (1936–1989) heiratete er am 21. Januar 1959 in Kopenhagen. Nach ihrem Tod heiratete er am 28. Juli 1993 Dorrit Reventlow (* 1942) in Kostroma. Es war das erste Mal seit dem Fall der Zarendynastie, dass ein Romanow in Russland heiratete.
Dimitri Romanovich Romanow starb am 31. Dezember 2016 in Dänemark. Er war eine Woche zuvor wegen der Verschlechterung seines Gesundheitszustands ins Krankenhaus eingeliefert worden. Er wurde in Dänemark auf dem Friedhof in Vedbæk (Rudersdal) beigesetzt.

## Wohltätigkeitsarbeit
Seit seinem Ruhestand war Romanow in mehreren Wohltätigkeitsorganisationen tätig. Im Jahr 1992 war er einer von sieben Romanow-Prinzen, die sich bei einem Treffen Paris die Entscheidung trafen, den Romanov Fund for Russia zu schaffen, um gemeinnützige Handlungen im postkommunistischen Russland durchzuführen. Im Juli 1993 reiste er auf einer Erkundungsmission nach Russland, um zu entscheiden, in welchen Bereichen die Wohltätigkeitsorganisation tätig sein sollte. Romanow war seit der Gründung Vorsitzender des Romanov Fund for Russia. Er war ebenfalls Vorsitzender des 2006 gegründeten Prince Dimitri Romanov Charity Fund.

## Romanow-Familienverband
Romanow war seit 1979 Gründungs-Mitglied des Romanow-Familienverbandes, in welchem er als Ausschussmitglied wirkte. Im Juli 1998 wohnten er und andere Mitglieder der Familie Romanow der Beisetzung von Zar Nikolaus II. und seiner Familie in der Kathedrale St. Peter und Paul in Sankt Petersburg bei. Im März 2003 wurde er von dem damaligen Ministerpräsidenten von Bulgarien und ehemaligen Zaren des Zarentums Bulgarien Simeon Sakskoburggotski zu den Feierlichkeiten hinsichtlich der Befreiung Bulgariens von der osmanischen Herrschaft während des Russisch-Osmanischen Krieges (1877–1878) eingeladen.
Im September 2006 arrangierte er nach einer erfolgreichen Lobbykampagne der dänischen Königsfamilie und des Präsidenten der Russischen Föderation Wladimir Putin eine Überführung der sterblichen Überreste der Zarenwitwe Maria Fjodorowna von Dänemark, wo sie im Exil starb, nach Russland, um neben ihrem Ehemann, dem Zaren Alexander III., in der Peter-und-Paul-Festung von Sankt Petersburg beigesetzt zu werden. Nach dem Besuch des Gottesdienstes für Maria Fjodorowna im Dom zu Roskilde in Dänemark begleitete Romanow ihre sterblichen Überreste auf dem dänischen Marineschiff, das sie nach Russland überführte. Nach ihrer Ankunft wohnten Romanow und andere Nachkommen der Zarenfamilie der Umbettungszeremonie in Russland bei.
Als Nachkomme der Kurfürstin Sophie von Hannover stand er auch in der Thronfolge auf den britischen Thron.

## Titel, Anrede und Auszeichnungen

### Titel und Anrede
Seine Hoheit Prinz Dimitri Romanowitsch von Russland (Gemäß Burke’s Royal Families of the World „gibt es einen Trend, bei Mitgliedern der Familie, welche nach der Februarrevolution 1917 geboren wurden, die Benennung ‚von Russland‘ fallen zu lassen und den Nachnammen Romanow zu verwenden, unter Beibehaltung des Titels Prinz (oder Prinzessin) mit der dazugehörigen Anrede.“ Allerdings waren auch der zuletzt genannte Titel und sein Recht, den Nachnamen Romanow zu tragen, strittig.)

### Nationale Orden und Medaillen
- Dänemark: Dannebrogorden[20]
- Russland: Medaille zum 300. Geburtstag von Sankt Petersburg[3]
- Russland: Orden der Freundschaft[21]
- Russland: Alexander-Newski-Orden[22]

### Dynastische Orden
- Montenegro: Montenegrinischer Familienorden vom Heiligen Petrus (Klasse: Ritter)[23]
- Montenegro: Orden von Petrovic Njegos (Klasse: Ritter)[23]
- Montenegro: Orden Danilos I. für die Unabhängigkeit (Klasse: Großkreuz)[23]
- Bulgarien: St. Alexander-Orden (Klasse: Großkreuz)[23]

## Publikationen
- The Orders, Medals and History of the Kingdom of Bulgaria. Balkan Heritage, 1982, ISBN 87-981267-0-9.
- The Orders, Medals and History of Greece. Balkan Heritage, 1987, ISBN 87-981267-1-7.
- The Orders, Medals, and History of Montenegro. Balkan Heritage, 1988, ISBN 87-981267-2-5.
- The Orders, Medals and History of the Kingdoms of Serbia and Yugoslavia. Balkan Heritage, 1996, ISBN 87-981267-3-3.
- The Adventures of Mikti. The memoirs of a teddy bear. Balkan Heritage, 1999, ISBN 87-981267-6-8.
  - Miktis Abenteuer. Memoiren eines Teddybären. Geschrieben und gezeichnet von Dimitri Romanow, deutsche Übersetzung von Renate Lenz. PHV-Verlag, Offenbach am Main 2001, ISBN 3-936529-11-6.
- The Orders, Medals and History of Imperial Russia. Balkan Heritage, 2000, ISBN 87-981267-4-1.

## Abstammung
| Ahnentafel Prinz Dimitri Romanovich Romanow    | Ahnentafel Prinz Dimitri Romanovich Romanow                                                              | Ahnentafel Prinz Dimitri Romanovich Romanow                                                              | Ahnentafel Prinz Dimitri Romanovich Romanow                                                             | Ahnentafel Prinz Dimitri Romanovich Romanow                                                             | Ahnentafel Prinz Dimitri Romanovich Romanow                                                         | Ahnentafel Prinz Dimitri Romanovich Romanow                                                         | Ahnentafel Prinz Dimitri Romanovich Romanow                                                              | Ahnentafel Prinz Dimitri Romanovich Romanow                                                              |
| ---------------------------------------------- | --- | --- | --- | --- | --------------------------------------------------------------------------------------------------- | --------------------------------------------------------------------------------------------------- | --- | --- |
| Ururgroßeltern                                 | Zar Nikolaus I. (1796–1855) ⚭ 1817 Prinzessin Charlotte von Preußen (1798–1860)                          | Prinz Peter von Oldenburg (1812–1881) ⚭ 1837 Prinzessin Therese von Nassau-Weilburg (1815–1871)          | Großfürst Mirko Petrović-Njegoš (1820–1867) ⚭ 1840 Stana Martinović (1824–1894)                         | Herzog Petar Vukotić (1826–1907) ⚭ Jelena Vojvodić                                                      | Graf Dmitri Nikolajewitsch Scheremetew (1803–1871) ⚭ Anna Sergejewna Scheremetewa (1811–1849)       | Prinz Pawel Petrowitsch Wjasemski ⚭ Maria Arkadjewna Stolypina                                      | Graf Iwan Illarionowitsch Woronzow-Daschkow ⚭ Alexandra Kirillowna Naryschkina                           | Graf Andrei Pawlowitsch Schuwalow ⚭ Sofia Michailowna Woronzowa                                          |
| Urgroßeltern                                   | Großfürst Nikolai Nikolajewitsch Romanow (1831–1891) ⚭ 1856 Herzogin Alexandra von Oldenburg (1838–1900) | Großfürst Nikolai Nikolajewitsch Romanow (1831–1891) ⚭ 1856 Herzogin Alexandra von Oldenburg (1838–1900) | König Nikola I. von Montenegro (1841–1921) ⚭ 1860 Milena Vukotić (1847–1923)                            | König Nikola I. von Montenegro (1841–1921) ⚭ 1860 Milena Vukotić (1847–1923)                            | Graf Sergei Dmitrijewitsch Scheremetew ⚭ Prinzessin Jekaterina Scheremetewa (1849–1929)             | Graf Sergei Dmitrijewitsch Scheremetew ⚭ Prinzessin Jekaterina Scheremetewa (1849–1929)             | Graf Illarion Iwanowitsch Woronzow-Daschkow (1837–1916) ⚭ 1867 Herzogin Jelisaweta Andrejewna Schuwalowa | Graf Illarion Iwanowitsch Woronzow-Daschkow (1837–1916) ⚭ 1867 Herzogin Jelisaweta Andrejewna Schuwalowa |
| Großeltern                                     | Großfürst Peter Nikolajewitsch Romanow (1864–1931) ⚭ 1889 Prinzessin Militza von Montenegro (1866–1951)  | Großfürst Peter Nikolajewitsch Romanow (1864–1931) ⚭ 1889 Prinzessin Militza von Montenegro (1866–1951)  | Großfürst Peter Nikolajewitsch Romanow (1864–1931) ⚭ 1889 Prinzessin Militza von Montenegro (1866–1951) | Großfürst Peter Nikolajewitsch Romanow (1864–1931) ⚭ 1889 Prinzessin Militza von Montenegro (1866–1951) | Graf Dmitri Sergejewitsch Scheremetew ⚭ Herzogin Irina Illarionowna Woronzow-Daschkow               | Graf Dmitri Sergejewitsch Scheremetew ⚭ Herzogin Irina Illarionowna Woronzow-Daschkow               | Graf Dmitri Sergejewitsch Scheremetew ⚭ Herzogin Irina Illarionowna Woronzow-Daschkow                    | Graf Dmitri Sergejewitsch Scheremetew ⚭ Herzogin Irina Illarionowna Woronzow-Daschkow                    |
| Eltern                                         | Prinz Roman Petrowitsch von Russland (1896–1978) ⚭ 1921 Herzogin Praskowia Scheremetewa (1901–1980)      | Prinz Roman Petrowitsch von Russland (1896–1978) ⚭ 1921 Herzogin Praskowia Scheremetewa (1901–1980)      | Prinz Roman Petrowitsch von Russland (1896–1978) ⚭ 1921 Herzogin Praskowia Scheremetewa (1901–1980)     | Prinz Roman Petrowitsch von Russland (1896–1978) ⚭ 1921 Herzogin Praskowia Scheremetewa (1901–1980)     | Prinz Roman Petrowitsch von Russland (1896–1978) ⚭ 1921 Herzogin Praskowia Scheremetewa (1901–1980) | Prinz Roman Petrowitsch von Russland (1896–1978) ⚭ 1921 Herzogin Praskowia Scheremetewa (1901–1980) | Prinz Roman Petrowitsch von Russland (1896–1978) ⚭ 1921 Herzogin Praskowia Scheremetewa (1901–1980)      | Prinz Roman Petrowitsch von Russland (1896–1978) ⚭ 1921 Herzogin Praskowia Scheremetewa (1901–1980)      |
| Prinz Dimitri Romanowitsch Romanow (1926–2016) | | | | | | | | |